# سندرم رت
سندرم رت (Rett syndrome) از اختلالات نادر پسرفت رشد نوزادان می‌باشد که ناشی از مشکلات رشد مغزی است. نوزاد تا سن ۵ ماهگی از هر لحاظ رشدی طبیعی دارد. بین ۶ ماهگی تا ۴۸ ماهگی کودک دچار مشکلات تنفسی پیشرونده شده و تکلمات و آموخته‌های قبلی از بین می‌رود. این اختلال «فقط در دختران» رخ می‌دهد. اختلال رت اختلالی پیشرونده است.
تحقیقات هدی زغبی در خصوص سندروم رت و برخی دیگر از اختلالات بازسازی سلول‌های عصبی و بیماری‌های ژنتیکی وابسته به  x غالب بوده‌است.

## نشانه‌ها
1. آنسفالوپاتی پیشرفته و بی‌نظمی تنفسی
2. میکروسفالی و کند شدن رشد اندازه دور سر
3. راه رفتن آپراکسیک
4. آتاکسی و حرکات کلیشه ای و بی هدف پیچاندن دست‌ها
5. از دست دادن تکلم آموخته شده قبلی
6. کندی روانی و حرکتی

## درمان
همانند اختلال اوتیسم هنوز درمانی برای این بیماری یافت نشده‌است.درمان توانبخشی از جمله کاردرمانی سیر پیشروندگی بیماری را به تعویق می اندازد.